# Rafael Escudero Etxebarria
Rafael Escudero Etxebarria, (*Bilbao, Vizcaya, País Vasco, 4 de noviembre de 1919 - † Somosierra, Madrid, 4 de diciembre de 1953); fue un futbolista español. Se desempeñaba en posición de delantero. Era hermano de Jaime Escudero Etxebarria, que también fue futbolista, y sobrino de Germán Etxebarria, exfutbolista del Athletic Club.
Fue el último futbolista amateur del Athletic Club.

## Trayectoria
Se inició como futbolista en la SD Indautxu en el año 1940. En 1944, después de haber logrado dos ascensos con el equipo vizcaíno, fichó por el Athletic Club. Debutó en Primera División, siendo jugador del Athletic Club, el 21 de noviembre de 1943 en un partido ante el Real Club Celta de Vigo, en el que los bilbaínos ganaron 5-1 con dos goles del propio jugador bilbaíno.
En su única temporada en el club marcó 14 goles en 23 partidos. Sus ocho goles en la liga 1943-44 ayudaron a evitar que el equipo jugara la promoción de descenso. Además, ganó la Copa marcando uno de los goles al Valencia en la final (2-0). En el Athletic Club coincidió con cuatro de los integrantes de la segunda delantera histórica (Iriondo, Zarra, Panizo y Gainza). 
Una vez acabada la temporada decidió no continuar en el Athletic Club, ya que él no quería cobrar dinero alguno por jugar al fútbol. Escudero sólo aceptó un reloj por ganar el título de Copa. Finalmente, regresó a la SD Indautxu. Después de cuatro años en el club, decidió retirarse debido a que los directivos del club habían aceptado dinero a cambio de jugar una final contra el FC Barcelona amateur en Les Corts.

### Fallecimiento
Falleció el 4 de diciembre de 1953, junto a su mujer Concha de Pablo Romero, después de sufrir un accidente de avión en el que murieron 22 de las 32 personas que viajaban a bordo en Peña Cebollera (Madrid). El avión, un bimotor Bristol 170 Freighter Mk21 (EC-AEG) de Aviaco, cubría la línea Bilbao-Madrid perdió contacto con el radiotelegrafista de Barajas alrededor de las 17:17 de la tarde. El último mensaje fue: «Mal tiempo. Volamos sobre Somosierra». Al parecer, una corriente de aire arrastró al avión haciéndole perder altura, unos 12 m/s, y acabó impactando con una colina a 1.850 metros de altura. Fue el primer accidente de aviación comercial, con víctimas mortales, en España.
Rafael falleció cuando era vicepresidente del Athletic Club bajo el mandato de Enrique Guzmán.

## Palmarés
- Copa del Generalísimo (1944)

## Clubes
| Club                        | País   | Temporada   |
| --------------------------- | ------ | ----------- |
| Sociedad Deportiva Indautxu | España | 1940 - 1944 |
| Athletic Club               | España | 1943 - 1944 |
| Sociedad Deportiva Indautxu | España | 1944 - 1949 |